# Leszek Szczepański
Leszek Szczepański (ur. 1 maja 1957 w Kielcach) – polski pięściarz, medalista mistrzostw kraju.
W lipcu 1975 roku w Ełku został mistrzem Polski juniorów w kategorii 57 kg, pokonując w finałowej walce Krzysztofa Kucharzewskiego z Zawiszy Bydgoszcz. W kwietniu 1976 w Gorlicach wywalczył tytuł mistrza kraju do lat 20 w kategorii 60 kg, wygrywając w decydującym o złotym medalu pojedynku z Kazimierzem Adachem. Sukces ten powtórzył rok później w kategorii 57 kg w Słupsku, zwyciężając w finale Ryszarda Kachno z Avii Świdnik.
W sierpniu 1982 roku w Poznaniu zdobył brązowy medal mistrzostw Polski w kategorii 60 kg. W 1/8 finału pokonał Bogusława Żeromińskiego, następnie zwyciężył Henryka Rychłowskiego, natomiast w półfinale został pokonany przez Romualda Keistera. W latach 80. jeszcze kilkukrotnie bez większych sukcesów startował w krajowym czempionacie – w 1984 w Słupsku dotarł do ćwierćfinału, a w 1989 w kategorii 54 kg odpadł w eliminacjach.
Był wychowankiem i zawodnikiem Błękitnych Kielce.